# Franciscus Junius, o Velho
Franciscus Junius, o Velho (sinonímia: Franciscus Junius, the elder; Franz Junius der Ältere, François du Jon).
Nasceu em Bourges, 1 de maio de 1545 - Leiden, 13 de outubro de 1602, foi um tradutor, filólogo, hebraísta e teólogo holandês, e pai de Franciscus Junius, O Jovem.

## Vida
Ele nasceu em Bourges, e estudou Direito na Universidade de Bourges e teve como professores Franciscus Duarenus (1509-1559) e Hugo Donellus (1527-1591).  Foi-lhe dado um lugar na comitiva do embaixador da França para Constantinopla, mas antes de chegar a Lião, o embaixador tinha partido.
Junius então estudou no ginásio de Lião.  Em razão de tumultos religiosos, retornou a Bourges, decidindo então entrar para a igreja reformada.  Em 1562, foi estudar em Genebra, onde foi reduzido à pobreza devido à falência das remessas domésticas, por causa da guerra civil na França.  Teve então de se contentar com um mínimo de sustentação por parte de um amigo humilde que havia sido um protegido da família de Junius em Bourges, de modo que a sua saúde vivia permanentemente abalada.  A remessa há muito esperada de casa foi intimamente seguida pela notícia do brutal assassinato de seu pai por um fanático católico em Issoudun; e Junius resolveu permanecer em Genebra, onde a sua reputação lhe possibilitava sobreviver com o que ensinava.  Em 1565, entretanto, foi nomeado ministro da Igreja da Valônia em Antuérpia.
A sua origem estrangeira o excluía dos privilégios dos pastores reformados nativos, e o expunha à sanha das perseguições.  Várias vezes escapou de ser preso, e finalmente, depois de passar seis meses pregando em Limburgo, foi compelido a se retirar para Heidelberga em 1567.  Lá foi bem recebido pelo eleitor palatino Frederico II (1482-1556), portanto, se estabelecendo temporariamente sob a proteção da Igreja da Valônia em Schonau; mas em 1568 seu protetor o enviou como capelão junto do príncipe Guilherme de Orange em sua infeliz expedição à Holanda.  Assim que pode, Junius deixou esse posto, e retornando para a sua igreja lá permaneceu até 1573.  De 1573 a1578 ele esteve em Heidelberg, auxiliando Emmanuele Tremellius (1510-1580), cuja filha uniu-se em matrimônio, em sua versão latina do Velho Testamento (Frankfurt, 1579); em 1581 foi eleito para a cadeira de teologia em Heidelberg.  Daí foi levado para a França pelo Duque de Bouillon (1555-1623), e depois de ser entrevistado por Henrique IV foi novamente enviado para a Alemanha em uma missão.  Quando retornava para a França em 1592, foi nomeado professor de teologia em Leiden.

## Obras
Ele foi um escritor prolífico com relação às abordagens teológicas, e traduziu e compilou muitas obras exegéticas.  Ele é soberbamente conhecido por causa da sua edição latina do Velho Testamento, ligeiramente alterada da antiga edição adjunta, e contendo uma versão do Novo Testamento em acréscimo (Genebra, 1590; Hanôver, 1624).
A Opera Theologica vrancisci Junii Biturigis foi publicada em Genebra (2 vols., 1613), a qual vem prefaciada com uma biografia de sua autoria, escrita por volta de 1592 (uma nova edição foi publicada em 1882 por Abraham Kuyper). A autobiografia tinha sido publicada em Leiden (1595), e foi reimpressa na Miscellanea ironingana, vol. i, junto com uma lista com escritos de outros autores.
- 1584 Defensio catholicae doctrinae de s. trinitate personarum in unitate essentiae Dei, adversus Samosatenicos errores contra Christian Francken (1550-1610).
- 1587 Heliand, poema épico que parafraseia a Bíblia, também foi publicado por Franciscus Junius.